# Armin Pavić
Armin Pavić, född 29 mars 1844 i Požega, död 11 februari 1914 i Zagreb, var en kroatisk språk- och litteraturforskare. 

## Biografi
Pavić var professor i kroatiska språket och litteraturen vid Zagrebs universitet, samt sektionschef för kroatiska undervisningsväsendet i Zagreb. Han författade ett arbete om den ragusanska dramatiken, Historija dubrovačke drame (1871), och ett om den sydslaviska folkepiken, Narodne pjesme o boju na Kosovu (1877). Dessutom redigerade han Ivan Gundulićs och Junije Palmotićs skrifter i "Stari pisci hrvatski" samt publicerade i "Rad jugoslavenske akademije" (häfte 32, 55) studier om Gundulićs "Osman": O kompoziciji Gundulićeva Osmana och Gundulićev Vladislav.